# Cerro Castillo (Viña del Mar)

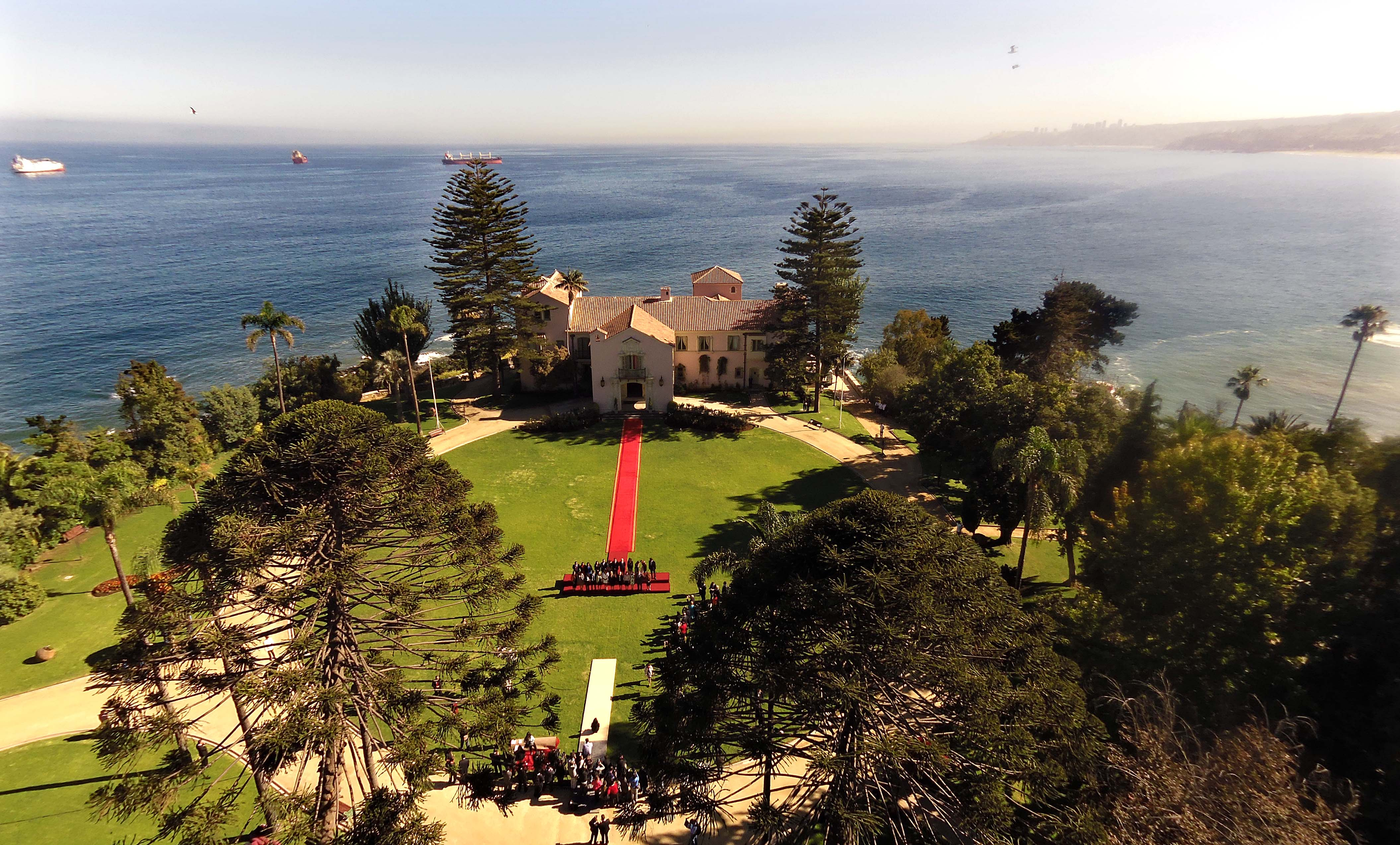
Vista aérea del Palacio Presidencial de Cerro Castillo.

El cerro Castillo es un cerro ubicado en el costado sur de la desembocadura del estero Marga Marga, en la ciudad de Viña del Mar, Región de Valparaíso, Chile, que alberga un barrio residencial homónimo. Su nombre deriva de la construcción del fuerte o castillo Callao como el extremo norte de los baluartes defensivos costeros de Valparaíso, luego del bombardeo de 1866.

## Historia

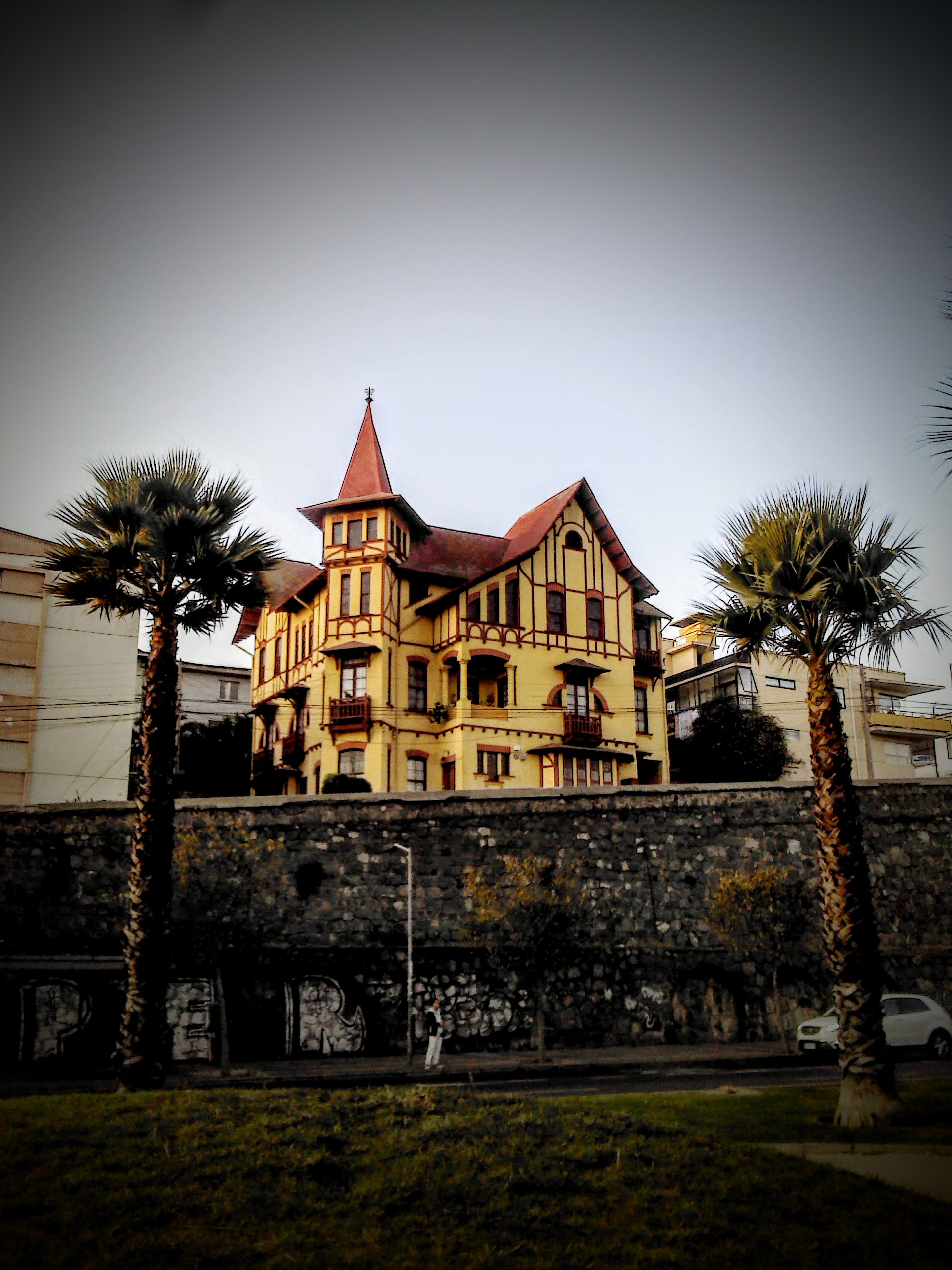
Casona de Casa Álamos.

En la época de la Colonia, el Cerro Castillo era parte de la colonia entonces denominada la "Primera Hermana" que se encontraba unida a Agua Santa y que formaba parte de las siete elevaciones que caracterizaban la geografía de Viña del Mar, conectado por la cadena de colinas que separan Viña del Mar de Valparaíso. Sin embargo, en 1854 se realizó un gran corte de terreno que permitió pasar la línea del ferrocarril de Valparaíso a Santiago junto al cerro Castillo, y que lo separó de forma definitiva de los cerros del barrio Recreo.
Sus primeros residentes llegaron en 1883 al costado occidente del cerro, luego de la edificación de viviendas para los trabajadores de la firma Lever, Murphy & Co., instalada en la vecina Caleta Abarca.
Cerca del año 1900 comienza a adquirir su carácter más residencial al surgir las primeras mansiones y casas, y en el año 1930 se inauguró el Palacio Presidencial de Cerro Castillo en los terrenos donde se encontraba el fuerte Callao.
El año 1962, como parte del plan de embellecer la ciudad con motivo del nombramiento de Viña del Mar como una de las sedes de la Copa Mundial de fútbol de ese año, se adquiere el Reloj de Flores.